# Irish Premier League w piłce siatkowej mężczyzn (2018/2019)
Irish Premier League 2018/2019 – 51. sezon rozgrywek o ligowe mistrzostwo Irlandii organizowane przez Irlandzki Związek Piłki Siatkowej (Volleyball Ireland). Zainaugurowane zostały 14 października 2018 roku i trwały do 28 kwietnia 2019 roku. 
W rozgrywkach wzięło udział sześć drużyn. W porównaniu do sezonu 2017/2018 do ligi nie zgłosiły się: Ballymun Patriots, Garda oraz Munster Thunder. Awans z Division 1 uzyskał natomiast klub IT Carlow.
Po raz piąty mistrzostwo zdobył klub UCD.

## System rozgrywek
Sześć drużyn rozegrało system każdy z każdym po dwa spotkania. Mistrzostwo zdobył zespół, który po rozegraniu wszystkich spotkań miał największą liczbę punktów.

## Drużyny uczestniczące
| | Irish Premier League 2018/2019 |   |
| --- | ------------------------------ | - |
| DVC B | DVC Bravo                      | 2 |
| TAL | Tallaght Rockets               | 3 |
| UCD | UCD                            | 4 |
| EAG | Santry Eagles                  | 5 |
| ALI | Aer Lingus                     | 8 |
| | Awans z Division 1             |   |
| ITC | IT Carlow                      | 1 |
| Oznaczenia: - kolumna pierwsza – skróty nazw drużyn wpisane na mapie (jeśli ta została zamieszczona), - kolumna trzecia – miejsce zajęte przez daną drużynę w poprzednim sezonie. |                                |   |

## Rozgrywki

### Tabela wyników
| Gospodarz \ Gość1 | DVC B | TAL | UCD | EAG | ALI | ITC |
| DVC Bravo         |       | 0:3 | 0:3 | 2:3 | 0:3 | 2:3 |
| Tallaght Rockets  | 3:2   |     | 0:3 | 3:0 | 1:3 | 3:2 |
| UCD               | 3:1   | 3:1 |     | 3:0 | 3:1 | 3:0 |
| Santry Eagles     | 3:1   | 3:1 | 1:3 |     | 3:0 | 3:1 |
| Aer Lingus        | 0:3   | 3:2 | 0:3 | 3:1 |     | 3:0 |
| IT Carlow         | 3:0   | 2:3 | 0:3 | 3:2 | 1:3 |     |

Źródło: volleyballireland.com
1 Drużyna gospodarzy jest wymieniona po lewej stronie tabeli.
Kolory:
  zwycięstwo gospodarzy 3:0 lub 3:1
  zwycięstwo gospodarzy 3:2
  zwycięstwo gości 3:0 lub 3:1
  zwycięstwo gości 3:2

### Wyniki spotkań
Wszystkie godziny według czasu lokalnego.
| Data       | Godz. | Gospodarz        | Rezultat                                | Gość             |
| ---------- | ----- | ---------------- | --------------------------------------- | ---------------- |
| I RUNDA    |       |                  |                                         |                  |
| 14.10.2018 | 10:00 | Tallaght Rockets | 3:2 (28:30, 21:25, 25:23, 25:14, 15:5)  | IT Carlow        |
| 14.10.2018 | 12:00 | DVC Bravo        | 0:3 (22:25, 20:25, 18:25)               | UCD              |
| 21.10.2018 | 10:30 | UCD              | 3:1 (25:15, 25:21, 23:25, 25:17)        | Tallaght Rockets |
| 21.10.2018 | 12:00 | Aer Lingus       | 0:3 (17:25, 18:25, 19:25)               | DVC Bravo        |
| 04.11.2018 | 12:00 | Tallaght Rockets | 3:0 (25:14, 25:17, 25:22)               | Santry Eagles    |
| 04.11.2018 | 12:30 | Aer Lingus       | 0:3 (16:25, 8:25, 23:25)                | UCD              |
| 10.11.2018 | 13:45 | IT Carlow        | 3:0 (25:20, 25:19, 26:24)               | DVC Bravo        |
| 10.11.2018 | 14:00 | Aer Lingus       | 3:2 (25:14, 18:25, 25:15, 24:26, 15:12) | Tallaght Rockets |
| 25.11.2018 | 10:30 | UCD              | 3:0 (25:17, 25:21, 25:20)               | IT Carlow        |
| 25.11.2018 | 12:00 | DVC Bravo        | 2:3 (23:25, 25:17, 27:25, 23:25, 13:15) | Santry Eagles    |
| 08.12.2018 | 14:00 | IT Carlow        | 1:3 (25:22, 14:25, 15:25, 12:25)        | Aer Lingus       |
| 09.12.2018 | 11:00 | UCD              | 3:0 (25:14, 25:22, 27:25)               | Santry Eagles    |
| 15.12.2018 | 13:30 | IT Carlow        | 3:2 (25:23, 25:17, 20:25, 23:25, 15:12) | Santry Eagles    |
| 16.12.2018 | 10:30 | Tallaght Rockets | 3:2 (25:17, 21:25, 25:22, 21:25, 15:13) | DVC Bravo        |
| 06.01.2019 | 20:00 | Aer Lingus       | 3:1 (25:21, 23:25, 25:17, 25:17)        | Santry Eagles    |
| II RUNDA   |       |                  |                                         |                  |
| 19.01.2019 | 11:30 | IT Carlow        | 2:3 (25:19, 16:25, 25:22, 23:25, 13:15) | Tallaght Rockets |
| 20.01.2019 | 13:00 | UCD              | 3:1 (25:16, 23:25, 26:24, 25:21)        | DVC Bravo        |
| 03.02.2019 | 12:00 | Tallaght Rockets | 0:3 (18:25, 17:25, 17:25)               | UCD              |
| 03.02.2019 | 14:30 | DVC Bravo        | 0:3 (20:25, 18:25, 18:25)               | Aer Lingus       |
| 03.02.2019 | 15:00 | Santry Eagles    | 3:1 (25:18, 25:19, 20:25, 25:20)        | IT Carlow        |
| 17.02.2019 | 15:30 | UCD              | 3:1 (25:16, 25:15, 35:37, 25:19)        | Aer Lingus       |
| 17.02.2019 | 17:00 | Santry Eagles    | 3:1 (20:25, 25:21, 25:23, 25:19)        | Tallaght Rockets |
| 03.03.2019 | 10:00 | Tallaght Rockets | 1:3 (10:25, 25:21, 13:25, 17:25)        | Aer Lingus       |
| 03.03.2019 | 12:00 | DVC Bravo        | 2:3 (23:25, 25:21, 21:25, 25:19, 14:16) | IT Carlow        |
| 23.03.2019 | 11:30 | IT Carlow        | 0:3 (20:25, 17:25, 18:25)               | UCD              |
| 24.03.2019 | 12:30 | Santry Eagles    | 3:1 (16:25, 25:22, 25:20, 25:13)        | DVC Bravo        |
| 05.04.2019 | 20:00 | Aer Lingus       | 3:0 (25:17, 25:19, 25:20)               | IT Carlow        |
| 07.04.2019 | 17:00 | Santry Eagles    | 1:3 (17:25, 17:25, 25:20, 17:25)        | UCD              |
| 28.04.2019 | 10:30 | Santry Eagles    | 3:0 (25:15, 25:20, 25:14)               | Aer Lingus       |
| 28.04.2019 | 12:00 | DVC Bravo        | 0:3 (24:26, 22:25, 19:25)               | Tallaght Rockets |

### Tabela
| Lp. | Drużyna          | Pkt | Mecze | Mecze | Mecze | Rodzaj wyniku | Rodzaj wyniku | Rodzaj wyniku | Rodzaj wyniku | Rodzaj wyniku | Rodzaj wyniku | Sety | Sety | Sety | Sety  |
| Lp. | Drużyna          | Pkt | M     | W     | P     | 3:0           | 3:1           | 3:2           | 2:3           | 1:3           | 0:3           | S    | wyg. | prz. | ratio |
| --- | ---------------- | --- | ----- | ----- | ----- | ------------- | ------------- | ------------- | ------------- | ------------- | ------------- | ---- | ---- | ---- | ----- |
| 1   | UCD (M)          | 30  | 10    | 10    | 0     | 6             | 4             | 0             | 0             | 0             | 0             | 34   | 30   | 4    | 7.5   |
| 2   | Aer Lingus       | 18  | 10    | 6     | 4     | 2             | 3             | 1             | 0             | 1             | 3             | 36   | 19   | 17   | 1.118 |
| 3   | Tallaght Rockets | 16  | 10    | 5     | 5     | 2             | 0             | 3             | 1             | 3             | 1             | 41   | 20   | 21   | 0.952 |
| 4   | Santry Eagles    | 16  | 10    | 5     | 5     | 1             | 3             | 1             | 1             | 2             | 2             | 39   | 19   | 20   | 0.95  |
| 5   | IT Carlow        | 11  | 10    | 3     | 7     | 1             | 0             | 2             | 2             | 2             | 3             | 40   | 15   | 25   | 0.6   |
| 6   | DVC Bravo        | 6   | 10    | 1     | 9     | 1             | 0             | 0             | 3             | 2             | 4             | 38   | 11   | 27   | 0.407 |

Źródło: volleyballireland.com

Zasady ustalania kolejności: 1. liczba zdobytych punktów; 2. liczba wygranych meczów; 3. wyższy stosunek setów.

Punktacja: zwycięstwo - 3 pkt; 2:3 - 1 pkt; 1:3, 0:3 - 0 pkt

Legenda:
(M) – mistrzostwo